# Pythiaceae
Die Pythiaceae bilden eine Familie der Eipilze. Zu dieser Familie gehören u. a. die schwere Krankheiten bei Pflanzen und Tieren auslösende Arten der Gattung Pythium. Die Familie wurde 1893 vom deutschen Mykologen Joseph Schröter beschrieben.

## Systematik
Folgende Gattungen sind beschrieben:
- Aquaperonospora W.H.Ko, 2010 – 1 Art
- Cystosiphon Roze & Cornu – 5 Arten
- Diasporangium Höhnk – 1 Art
- Elongisporangium Uzuhashi, Tojo & Kakish. – 5 Arten
- Globisporangium Uzuhashi, Tojo & Kakish. – 67 Arten
- Lagenidium Schenk – 19 Arten
- Lucidium Lohde – 1 Art
- Myzocytium Schenk – 8 Arten
- Nozemia – 1 Art
- Ovipoculum Z.L.Yang & R.Kirschner, 2010 – 1 Art
- Paralagenidium – 1 Art
- Peronophythora C.C.Chen ex W.H.Ko, H.S.Chang, H.J.Su, C.C.Chen & L.S.Leu
- Phytopythium Abad, de Cock, Bala, Robideau & Levesque, 2010 – 20 Arten
- Pilasporangium – 1 Art
- Pythium Pringsh. – 184 Arten; Typus-Gattung
- Salilagenidium M.W.Dick – 5 Arten
- Trachysphaera Tabor & Bunting – 1 Art

## Lebenszyklus
Die Vertreter der Familie leben an Land (terrestrisch) oder im Wasser (aquatisch) oder in beiden Lebensraumtypen (amphibisch). Es gibt unter den an Land lebenden Arten Parasiten, die tödliche Krankheiten bei Pflanzen und Tieren hervorrufen können.
Das diploide Stadium dominiert den Lebenszyklus. Nach einer kurzen, durch die sexuelle wie asexuelle Vermehrung (Homothallismus dominiert innerhalb der Familie) initiierten Haplophase verschmelzen die Gameten, und die diploide Phase wird fortgesetzt.
Die Sporangien können über einen Keimschlauch auswachsen oder bewegliche Zoosporen freisetzen. Dies ist von Art zu Art unterschiedlich, hängt aber auch von den Umweltbedingungen ab.

## Wirtschaftliche Bedeutung
Einige Pythium-Arten rufen eine Keimlings-, Wurzel-, Stängel- und Kolbenfäule bei jungen Pflanzen (Setzlingen) hervor. Im Falle von Kulturpflanzen sind so Schäden zu erwarten.

## Weitere Quellen
- Constantine J. Alexopolous, Charles W. Mims, M. Blackwell: Introductory Mycology. 4. Auflage. John Wiley and Sons, Hoboken NJ 1996, ISBN 0-471-52229-5.